# Lichtenberg (Kauern)
Lichtenberg ist eine ehemalige Gemeinde in Thüringen, die in den 1950er Jahren zum großen Teil im Rahmen des gleichnamigen Wismut-Tagebaus abgebaggert wurde. Der erhalten gebliebene Teil des Ortes ist heute ein Ortsteil von Kauern im Landkreis Greiz.

## Lage
Der heute erhaltene Teil von Lichtenberg befindet sich südlich von Kauern südwestlich des Bergbaugebietes und heutigen Sanierungsgebietes der Wismut AG. 

## Geschichte

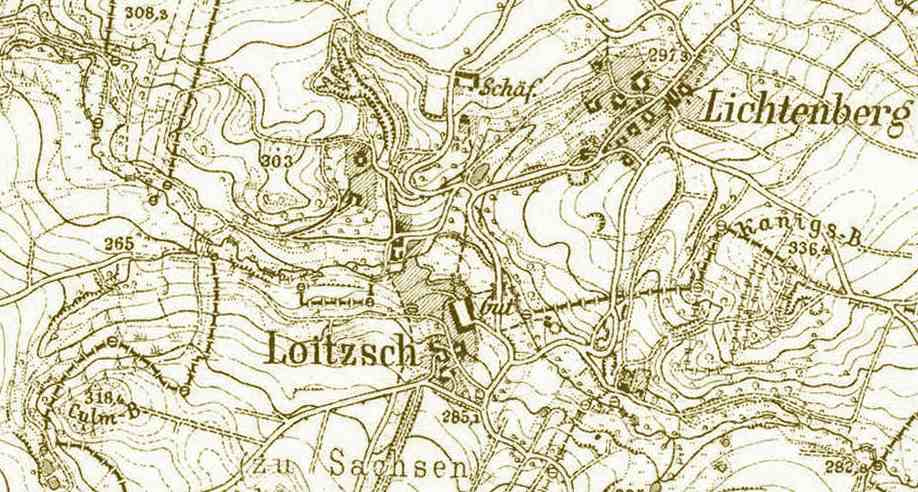
Lage und Ausdehnung der Orte Lichtenberg und Loitzsch um 1900

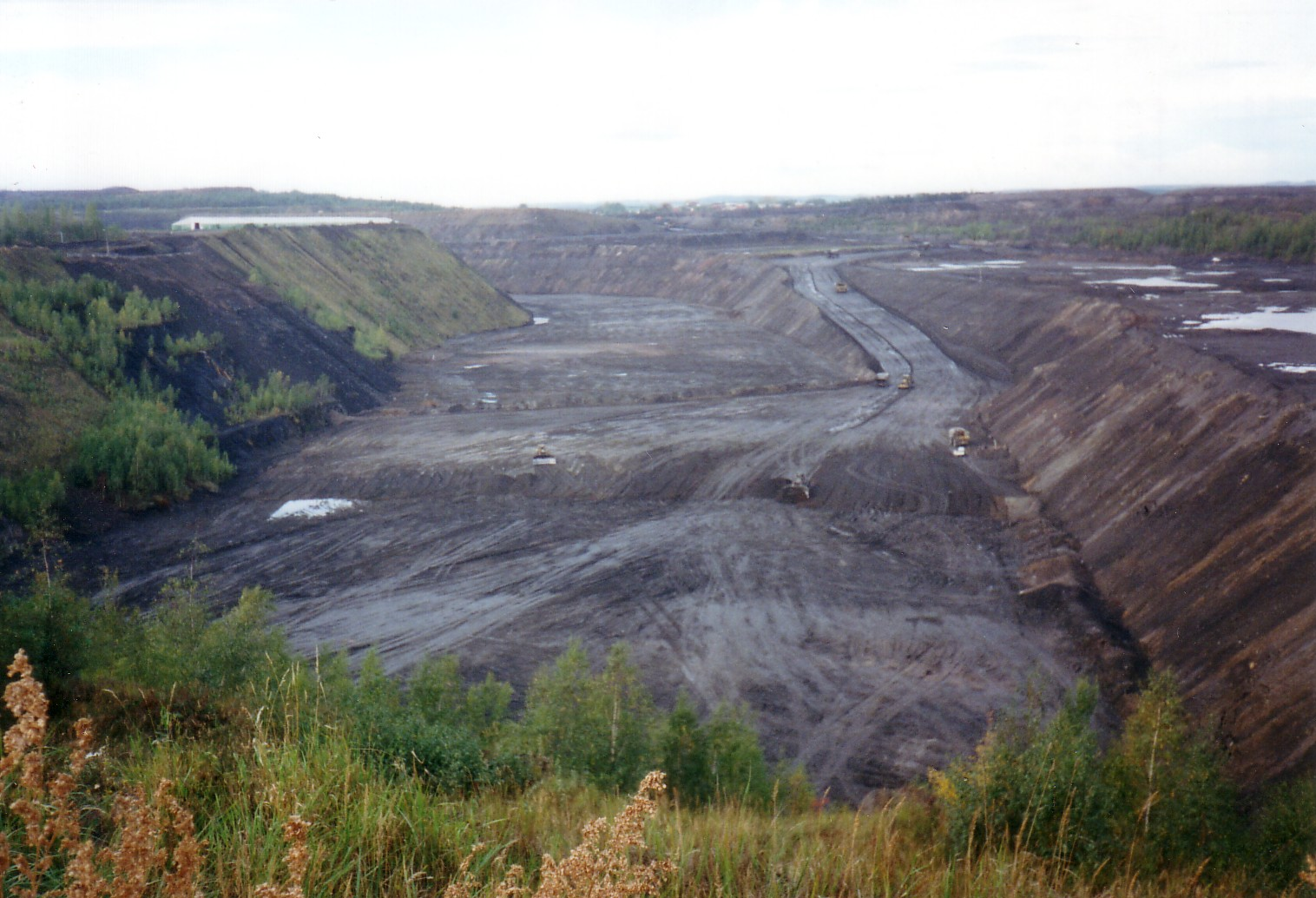
Restloch des Tagebaues Lichtenberg im Oktober 2000

Lichtenberg wurde am 14. Juni 1165, nach anderen Quellen 1306 erstmals urkundlich erwähnt. Lichtenberg gehörte bis 1920 zum Fürstentum Reuß jüngerer Linie und ab 1920 zum Land Thüringen. Am 1. April 1939 wurde Lichtenberg mit dem Nachbarort Loitzsch zur Gemeinde Lichtenberg vereint. Die so entstandene Gemeinde Lichtenberg wurde am 1. Juli 1950 nach Kauern eingemeindet.
Ab 1949 erfolgte eine geologische Erkundung des Gebietes; umfangreiche Uranvorkommen wurden unter Lichtenberg gefunden. Mehrere Tiefschürfe entstanden rund um den Ort; im März 1952 wurde am südlichen Ortsrand von Lichtenberg ein erster Hauptschacht auf 180 Meter Tiefe geteuft. Teile der Flur wurden abgesperrt und erste Höfe geräumt; die Landschaft war fortan vom Bergbau geprägt. Bis 1954 mussten die letzten der 254 Bewohner den Ort verlassen. Die meisten Einwohner fanden in Ronneburg, Wünschendorf, Seelingstädt und Lengefeld eine neue Heimat. Als letztes Gebäude wurde 1965 die ehemalige Schäferei abgerissen.
Nur zwei Anwesen blieben vom Ort erhalten, die nun mit dem Rest des damaligen Dorfes Loitzsch den neuen Ort Lichtenberg bilden.

### Einwohnerentwicklung
1861 lebten 112 Menschen im Ort, 1891 waren es 101 Einwohner in 19 Wohnhäusern mit 22 Haushalten. 1904 waren es 86 und 1926 95 Personen. Im Jahr 1938 sind 100 Bewohner, 6 Bauern, 6 Häuser und 1 Gastwirtschaft nachgewiesen und schließlich im Jahr 1948 nach der Fusion mit Loitzsch 26 Haushalte mit 254 Einwohnern. Im Jahr 2000 hatte der heutige (Rest-)Ort Lichtenberg 27 Bewohner in acht Häusern mit 10 Haushalten, davon lebten 18 Einwohner im ehemaligen Ortsteil Loitzsch.